# Ellipteroides plumbeus
Ellipteroides plumbeus är en tvåvingeart som först beskrevs av Alexander 1946.  Ellipteroides plumbeus ingår i släktet Ellipteroides och familjen småharkrankar. Inga underarter finns listade i Catalogue of Life.